# Les Ponts-de-Cé
Les Ponts-de-Cé is een gemeente in het Franse departement Maine-et-Loire (regio Pays de la Loire). De plaats maakt deel uit van het arrondissement Angers. Les Ponts-de-Cé telde op 1 januari 2022 12.863 inwoners.

## Geografie
De oppervlakte van Les Ponts-de-Cé bedroeg op 1 januari 2022 19,55 vierkante kilometer; de bevolkingsdichtheid was toen 658 inwoners per km².

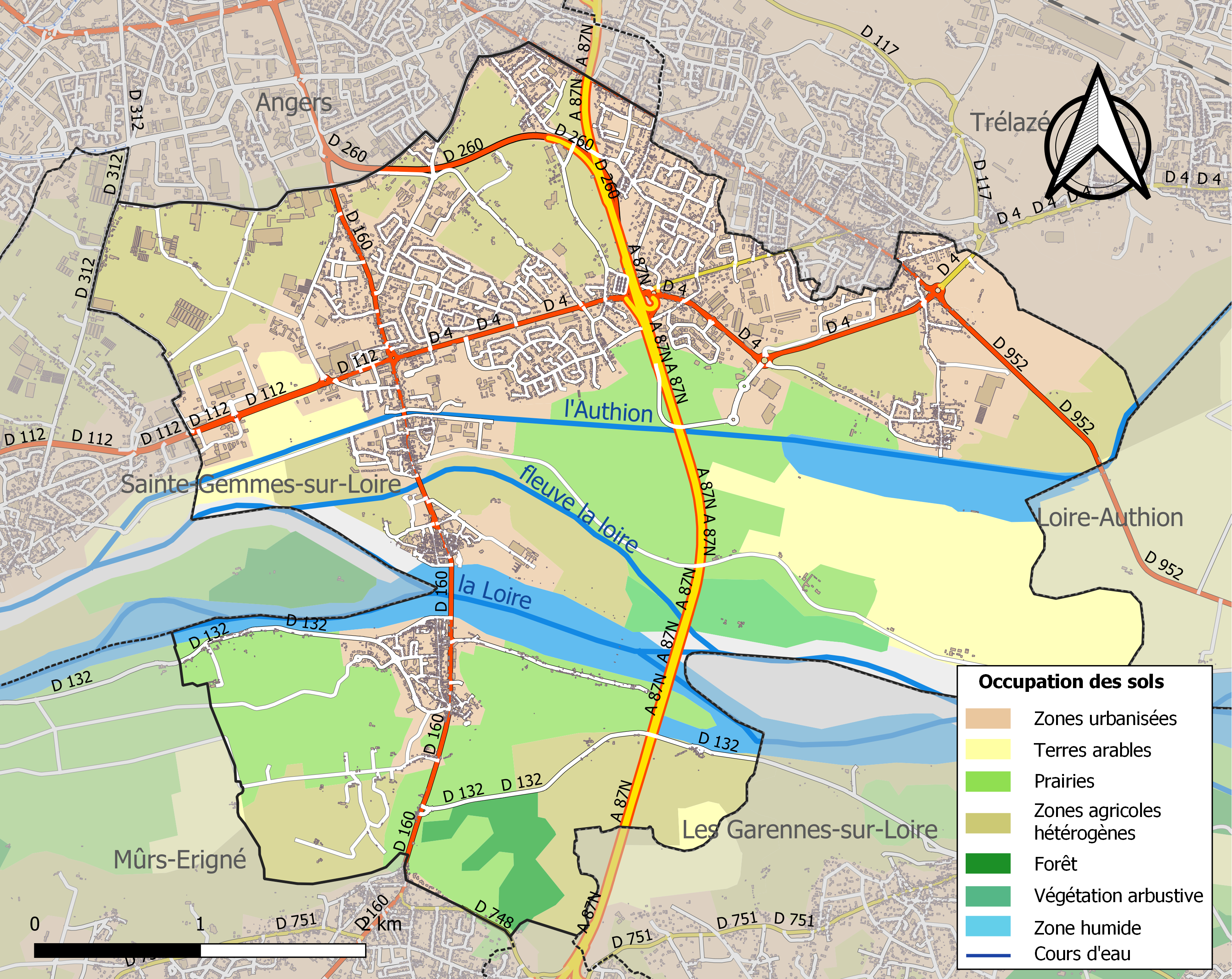
Kaart van de gemeente met de belangrijkste infrastructuur, bodemgebruik en omliggende gemeenten

## Demografie
Onderstaande figuur toont het verloop van het inwonertal (bron: INSEE-tellingen).